# Vega (Becerreá)
Vega (llamada oficialmente Santa Mariña de Veiga) es una parroquia española del municipio de Becerreá, en la provincia de Lugo, Galicia.

## Organización territorial
La parroquia está formada por tres entidades de población:

### Entidades de población
Entidades de población que forman parte de la parroquia:
- Valcova
- Vilachá Pedrosa

### Despoblado
Despoblado que forma parte de la parroquia:
- Pumarín de Arriba

## Demografía
| Gráfica de evolución demográfica de Vega entre 2000 y 2019 |
|                                                            |
| Datos según el nomenclátor publicado por el INE.           |